# Шестаєво
Шеста́єво (рос. Шестаево, башк. Шестаев) — село у складі Давлекановського району Башкортостану, Росія. Адміністративний центр Шестаєвської сільської ради.
Населення — 154 особи (2010; 167 в 2002).
Національний склад:
- росіяни — 78 %